# 日本通訳翻訳学会
日本通訳翻訳学会（にほんつうやくほんやくがっかい、英称：the Japan Association for Interpreting and Translation Studies）は、日本国内で唯一、通訳・翻訳にかかわる研究領域を対象とする学会である。

## 概要
本学会の前身である日本通訳学会は、「通訳の理論と実践および教育に関する科学的･多面的研究を促進するとともに、この分野の社会的理解の増進に寄与すること」を目的に、2000年9月23日に設立された。その母体となったのは1990年に近藤正臣（元大東文化大学経済学部教授）・水野的（放送通訳者、元立教大学大学院異文化コミュニケーション研究科特任教授）らを中心に出発した「通訳理論研究会」であり、その10周年を記念して学会へと昇格した。そして2008年9月、日本通訳翻訳学会と名称を変更した。
毎年9月に年次大会/会員総会を開いている。会場は、比較的規模の小さい学会ではよくあることであるが、会長他理事の本務校で行われることになる。学会の活動は、年次大会のほかに本部例会、関東および関西支部例会、ほかプロジェクト会合などがそれぞれ年に数回開催される。
学会誌に『通訳翻訳研究』がある。

## 関連人物
- 鳥飼玖美子（元会長、立教大学名誉教授）